# Beroepsprofiel
Beroeps- en kwalificatieprofiel in het Vlaams onderwijslandschap geeft een omschrijving van de belangrijkste en meest voorkomende activiteiten van een beroep.

## Omschrijving
De opdracht van een leerkracht is vastgesteld door de Vlaamse Overheid in beroeps- en kwalificatieprofielen.
In de beroepsprofielen wordt beschreven wat een ervaren leerkracht doet en zal moeten doen in het licht van nieuwe ontwikkelingen en verwachtingen. Beroepsprofielen zijn ingedeeld in vaardigheden, waarover een ervaren leerkracht moet beschikken en in ondersteunende kennis en beroepshoudingen.
Voor de kwalificatieprofielen wordt dezelfde structuur als het beroepsprofiel gebruikt, maar geformuleerd voor de beginnende leerkracht. Het profiel van de beginnende leerkracht verschilt ten opzichte van het profiel van de ervaren leerkracht door het niet opnemen van bepaalde vaardigheden of door het minder veeleisend formuleren van vaardigheden (bijvoorbeeld door via overleg een beroep te doen op de expertise van collega's)